# Władcy Asturii

## Lista władcówkrólestwa Asturii
| #   | Imię               |          | Lata życia     | Lata życia                     | Czas rządów  | Czas rządów  | Rodzice                                               |
| #   | Imię               | Urodzony | Zmarł          | Od                             | Do           |              | Rodzice                                               |
| --- | ------------------ | -------- | -------------- | ------------------------------ | ------------ | ------------ | ----------------------------------------------------- |
| 1   | Pelayo             |          | ?              | 737 Cangas de Onís             | 718          | 737          | Fafila, wizygocki arystokrata, kuzyn króla Roderyka ? |
| 2   | Favila             |          | ?              | 739 Cangas de Onís             | 737          | 739          | Pelayo Gaudiosa                                       |
| 3   | Alfons I Katolicki |          | 693            | 757 Cangas de Onís             | 739          | 757          | Piotr, książę Kantabrii ?                             |
| 4   | Fruela I           |          | 722            | 768 Cangas de Onís             | 757          | 768          | Alfons I Katolicki Ermessenda                         |
| 5   | Aurelio            |          | ok. 740        | 774 San Martín del Rey Aurelio | 768          | 774          | Fruela z Kantabrii ?                                  |
| 6   | Silo               |          |                | 783 Pravia                     | 774          | 783          | ?                                                     |
| 7   | Alfons II Cnotliwy |          | ok. 760 Oviedo | 842 Oviedo                     | 783          | 783          | Freula I Munia d'Alaba                                |
| 8   | Mauregato          |          | 719(?)         | 789 Pravia                     | 783          | 789          | Alfons I Katolicki Sisalda                            |
| 9   | Bermudo I Diakon   |          | ok. 750        | 797 Oviedo                     | 789          | 791          | Fruela z Kantabrii ?                                  |
| (7) | Alfons II Cnotliwy |          | ok. 760 Oviedo | 842 Oviedo                     | 791          | 842          | Freula I Munia d'Alaba                                |
| 10  | Nepotian           |          | ?              | ?                              | 842          | 842          | ?                                                     |
| 11  | Ramiro I           |          | ok. 790 Oviedo | 1 lutego 850 Oviedo            | 842          | 1 lutego 850 | Bermudo I Diakon Usenda                               |
| 12  | Ordoño I           |          | 821 Oviedo     | 27 maja 866 Oviedo             | 1 lutego 850 | 27 maja 866  | Ramiro I Urraka                                       |
| 13  | Alfons III Wielki  |          | ok. 852        | 20 grudnia 910 Zamora          | 866          | 910          | Ordono I Munia                                        |
| 14  | Fruela II          |          | ok. 874        | sierpień 925                   | 910          | 925          | Alfons III Wielki Jimena                              |

Królestwo Asturii na przełomie IX i X wieku przekształciło się w Królestwo Leónu, wydzieliło się z niego również Królestwo Galicji.
Od 1388 roku tytuł księcia Asturii nosi następca hiszpańskiego tronu.